# Найкращий спосіб маршування
«Найкращий спосіб маршування» (фр. La Meilleure Façon de marcher) — французький фільм-драма 1976 року, дебютна режисерська робота Клода Міллера. Фільм номінувався на кінопремію «Сезар» у шести категоріях: найкращий фільм, найкращий актор (Патрік Девар), режисер (Клод Міллер), найкращий адаптований або оригінальний сценарій, найкраща операторська робота (Бруно Нюйттен) та найкращий звук .

## Сюжет
Дія фільму відбувається на початку 1960-х років в літньому таборі для хлопчиків у французькій провінції. Марк (Патрік Девар) і Філіп (Патрік Бушіте) працюють там вихователями. Марк мужній, самовпевнений і брутальний, Філіп — витоончений, м'який і чутливий. Марк займається з дітьми в групі з майже військовою дисципліною, грає у футбол; Філіп, син директора табору, зі своєю групою готує театральну виставу.
Одного разу вночі Марк випадково застає в кімнаті перед дзеркалом Філіпа, переодягнутого в жіночу сукню. Хоча Марк і обіцяє зберігати секрет, але, відчуваючи свою моральну перевагу, не може утриматися і з тих пір Філіп став об'єктом його глузувань і іронічних натяків. Філіп намагається знайти з Марком спільну мову, але безуспішно. Він приходить до своєї подруги Шанталь (Крістіна Паскаль), яка була свідком його приниження. Марк залицявся до неї, але вона ненавидить такого типу зарозумілих, егоцентричних чоловіків. Взаємна ворожнеча між Філіпом та Марком завершиться на костюмованому балі, куди Філіп приходить, провокативно вбравшись в жіночий наряд і в макіяжі. Між хлопцями відбувається сутичка.
Кілька років по тому Марк і Філіп зустрічаються в Парижі. Марк працює агентом з нерухомості а Філіп з подругою Шанталь мешкають в орендованій у нього квартирі.

## У ролях
| Патрік Девар     | ···· | Марк            |
| Патрік Бушіте    | ···· | Філіп           |
| Крістіна Паскаль | ···· | Шанталь         |
| Клод П'єплю      | ···· | директор табору |
| Марк Шапіто      | ···· | Жерар           |
| Мішель Блан      | ···· | Делю            |
| Мішель Сюш       | ···· | Лені            |
| Франк Д'Асканіо  | ···· | Ерве            |

## Відгуки і критика
«Дивовижна витонченість і делікатність початківця постановника в аналізі почуттів героїв підкріплена розумною і щирою роботою акторів. А фільм в цілому є одним з найдушевніших і проникливих творів про те, що сексуальні стосунки, включаючи одностатеве кохання, іноді заважають людям переживати довірчу і виключно платонічну прихильність один до одного», — пише Сергій Кудрявцев у книзі «3500 кінорецензій».

## Визнання
| Нагороди та номінації фільму «Найкращий спосіб маршування» | Нагороди та номінації фільму «Найкращий спосіб маршування» | Нагороди та номінації фільму «Найкращий спосіб маршування» | Нагороди та номінації фільму «Найкращий спосіб маршування» | Нагороди та номінації фільму «Найкращий спосіб маршування» | Нагороди та номінації фільму «Найкращий спосіб маршування» |
| Рік                                                        | Кінофестиваль/кінопремія                                   | Категорія/нагорода                                         | Номінант                                                   | Результат                                                  |                                                            |
| ---------------------------------------------------------- | ---------------------------------------------------------- | ---------------------------------------------------------- | ---------------------------------------------------------- | ---------------------------------------------------------- | ---------------------------------------------------------- |
| 1976                                                       | Міжнародний кінофестиваль у Чикаго                         | Гран-прі Золотій Г'юго за найкращий художній фільм         | Найкращий спосіб маршування                                | Номінація                                                  |                                                            |
| 1977                                                       | 2-га церемонія премії «Сезар»                              | Найкращий фільм                                            | Найкращий спосіб маршування                                | Номінація                                                  |                                                            |
| 1977                                                       | 2-га церемонія премії «Сезар»                              | Найкращий режисер                                          | Клод Міллер                                                | Номінація                                                  |                                                            |
| 1977                                                       | 2-га церемонія премії «Сезар»                              | Найкращий актор                                            | Патрік Девар                                               | Номінація                                                  |                                                            |
| 1977                                                       | 2-га церемонія премії «Сезар»                              | Найкращий оригінальний або адаптований сценарій            | Клод Міллер, Люк Беро                                      | Номінація                                                  |                                                            |
| 1977                                                       | 2-га церемонія премії «Сезар»                              | Найкраща операторська робота                               | Бруно Нюйттен                                              | Перемога                                                   |                                                            |
| 1977                                                       | 2-га церемонія премії «Сезар»                              | Найкращий звук                                             | Поль Лене (та за фільм «Бароко»)                           | Номінація                                                  |                                                            |